# Lygodium radiatum
Lygodium radiatum är en ormbunkeart som beskrevs av Karl Anton Eugen Prantl. Lygodium radiatum ingår i släktet Lygodium och familjen Lygodiaceae. Inga underarter finns listade.

## Bildgalleri

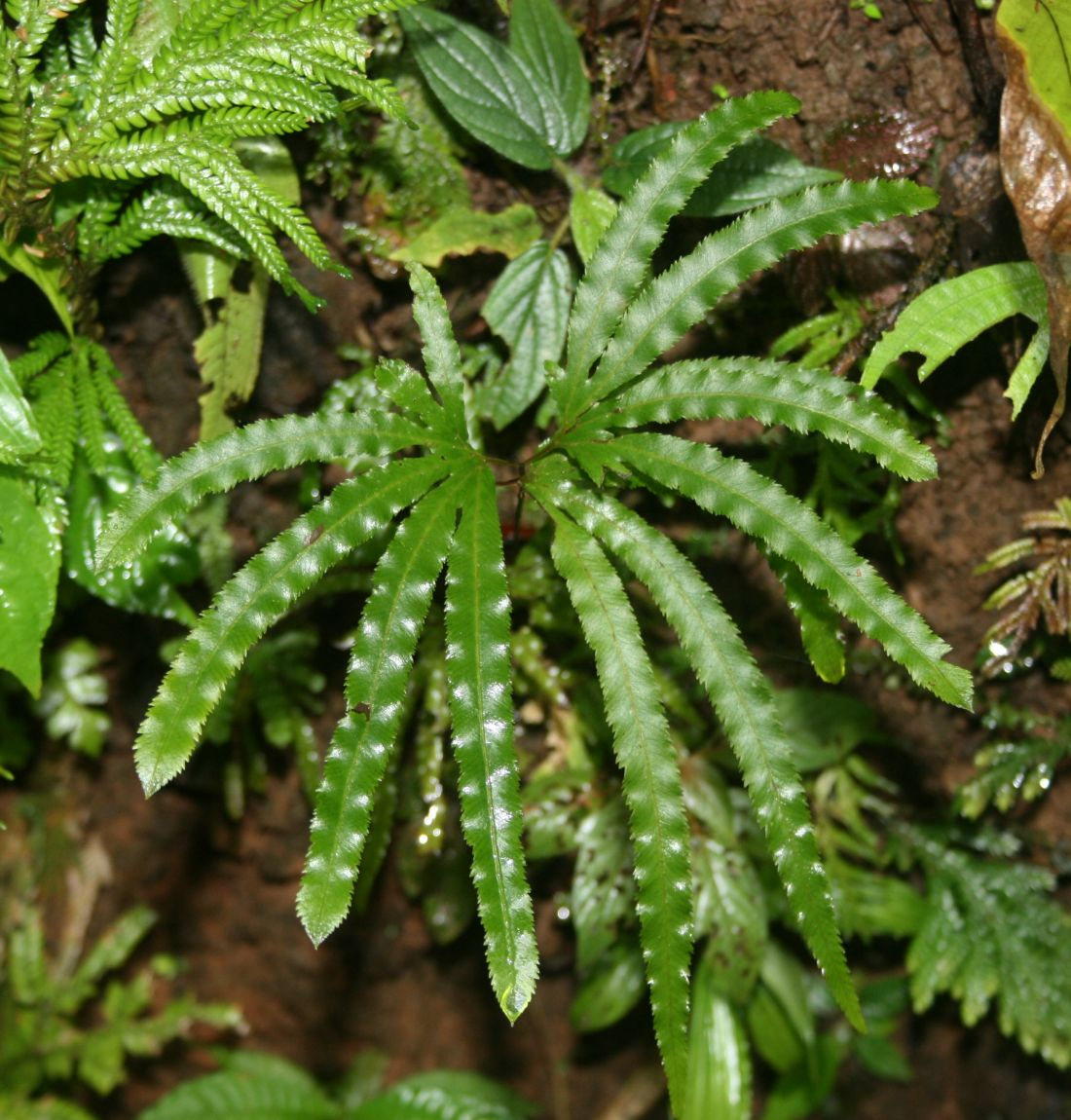
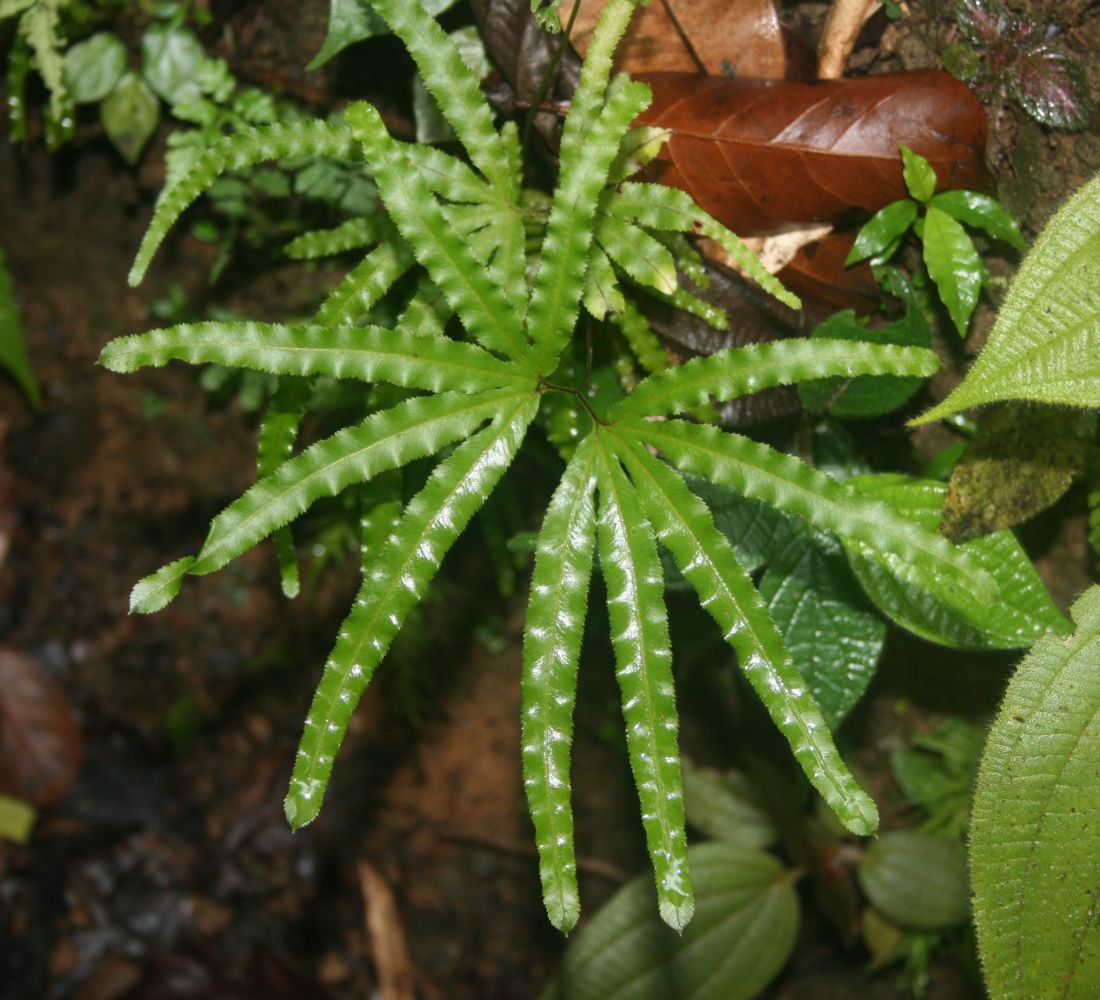